# Joohalli, Kolar
Joohalli là một làng thuộc tehsil Kolar, huyện Kolar, bang Karnataka, Ấn Độ.